# BioLib
Biological Library, también conocido como BioLib, es una enciclopedia en línea y sitio web sobre plantas, hongos y animales. Es un proyecto educativo destinado a profesionales, expertos y el público en general. Este proyecto no contiene publicidad y su líder es Ondřej Zicha. Presenta información exhaustiva sobre biotopos, nombres de especies y demás temas relacionados con el mundo de la biología.
Muchos de libros de Biological Library se encuentran completamente digitalizados y estratégicamente archivados. La enciclopedia posee información de libros que se escribieron antes de la década de 1930, por lo que los derechos de autor de estas colecciones de libros han quedado nulos. Gran parte de la información almacenada en esta enciclopedia es difícil de encontrar, esto, debido a que no reposan en bibliotecas o librerías. En la enciclopedia también se presenta información ilustrada sobre plantas y animales y pueden ser consultados gratuitamente en línea.
La Enciclopedia de la vida es uno de los principales aliados en la divulgación de material ilustrativo.